# Habitatge al Camí Ral, 413 (Mataró)
L'Habitatge al Camí Ral, 413 és una obra eclèctica de Mataró (Maresme) protegida com a Bé Cultural d'Interès Local.

## Descripció
Casa entre mitgeres de planta baixa i dues plantes pis. S'observa un portal i finestra reixada a la planta baixa, un balcó longitudinal amb dues obertures al primer pis i dos balcons al segon pis. L'edifici acaba amb un fris esgrafiat amb les obertures de ventilació de la golfa i un acroteri amb balustres i florons als extrems.
Aquesta casa forma part de la façana sud de la Rambla que es reforma totalment amb motiu de les obres d'urbanització d'aquesta (1928).